# 六日市町
六日市町（むいかいちちょう）は、島根県の最南端にあった町。鹿足郡に属した。山口県と接し、人口6,300余人の町であった。
2005年10月1日に隣の柿木村（かきのきむら）と合併して、吉賀町（よしかちょう）となった。

## 地理
- 河川：高津川

## 歴史
- 1889年（明治22年）4月1日 - 町村制の施行により、六日市村・幸地村・沢田村・広石村・立戸村・立河内村・有飯村の区域をもって六日市村が発足。
- 1947年（昭和22年）11月13日 - 六日市村が町制施行して六日市町となる。
- 1954年（昭和29年）12月1日 - 朝倉村・蔵木村と合併し、改めて六日市町が発足。
- 1956年（昭和31年）9月30日 - 七日市村を編入。
- 2005年（平成17年）10月1日 - 柿木村と合併して吉賀町が発足。同日六日市町廃止。

## 行政
- 町長：澄川勝哉（2002年2月28日から）

## 交通

### 鉄道
鉄道路線はない。最寄り駅は錦川鉄道錦川清流線錦町駅となる。当初この錦川鉄道（当時岩日線）が町内を経由して山口線日原駅に延びる予定だったが、国鉄民営化を前に建設が中止され未成線となっている。

### バス路線
錦町駅から錦町営バス、西日本旅客鉄道（JR西日本）山口線日原駅から六日市交通バスの便がある。
また、広島〜益田間の高速バス（石見交通）が町内に停車する。

### 道路
- 中国自動車道 六日市インターチェンジ
- 国道187号

## 名誉町民
- 澄川喜一（彫刻家）
- 森英恵（ファッションデザイナー）
- 内藤博士(医師)